# Patrick Owomoyela
Patrick Owomoyela (nascut el 5 de novembre de 1979 a Hamburg) és un futbolista alemany que actualment juga pel Borussia Dortmund.